# Hamlet-machine

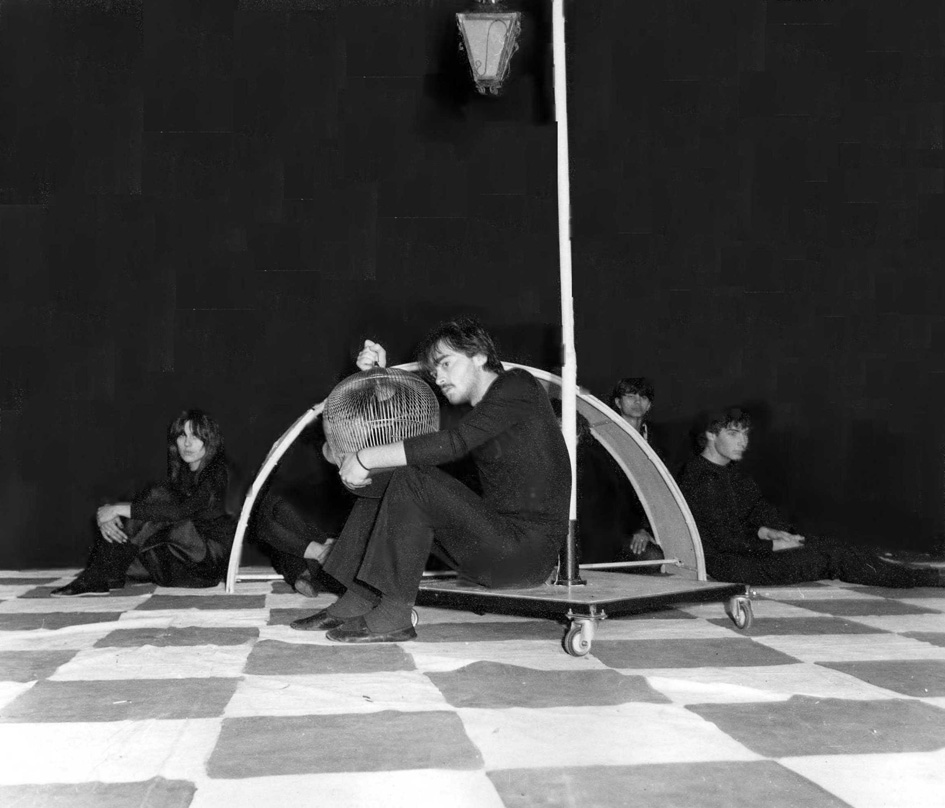
Hamletmachine de Heiner Müller, mise en scène du metteur en scène macédonien Bore Angelovski.

Hamlet-machine, en allemand Die Hamletmaschine, Heiner Müllers Endspiel, est une pièce de théâtre que le dramaturge allemand Heiner Müller a écrite en 1977, après avoir collaboré la même année à la mise en scène de Hamlet par Benno Besson à la Volksbühne Berlin.
La pièce est une réécriture de la tragédie de Shakespeare. Texte bref (neuf pages), elle apparaît comme une compression du texte original. Le manuscrit de plus de 200 pages laissé par l'auteur (publiés aux éditions de Minuit) donne à voir le travail colossal d'Heiner Müller tant au niveau de la recherche que de la synthèse. Hamlet-machine est un texte extraordinairement dense, où le mythe d'Hamlet est mis en question.
La pièce, publiée en 1978 aux éditions Prometh de Cologne, a été traduite en français par Jean Jourdheuil et Heinz Scharzinger, et publiée en 1978 aux éditions de Minuit.

## Titre
Le titre découle de l'idée de Müller d'éditer ses traductions et adaptations de travail de textes de Shakespeare sous le titre Shakespeare-Factory (Usine Shakespeare), le passage sur Hamlet devant être une partie de cette usine.

## Composition
Le texte est découpé en cinq parties :
- Album de famille
- L'Europe de la femme
- Scherzo
- Peste à BUDA bataille pour le Groenland
- Furieuse attente/Dans l'armure terrible/Des millénaires

## Mise en question de la scène
La pièce débute ainsi :
- « J'étais Hamlet. Je me tenais sur le rivage et je parlais avec le ressac BLABLA, dans le dos les ruines de l'Europe. »

Tout au long de la pièce le rôle d'Hamlet est constamment dissocié de l'acteur qui le joue. "L'interprète d'Hamlet" se trouve mentionné en toutes lettres. La machine théâtrale et tout ce qu'elle comporte se trouve alors au cœur de l'interrogation de Müller.  Le rôle est bousculé, il apparait comme factice et interchangeable (Hamlet se déguise en putain). Le rapport traditionnel au public est remis en question.
- « Mon drame n'a pas eu lieu. Le manuscrit s'est perdu. Les comédiens ont accroché leurs visages au clou dans le vestiaire. [...] Les cadavres de pestiférés empaillés dans la salle ne remuent pas des mains. »

La référence à Antonin Artaud et à son texte Le Théâtre et son double est ici flagrante. Heiner Müller cherche ainsi à lutter contre la pièce "didactique" héritée de Brecht et de ses disciples.

## Mise en question du mythe
Dans la perspective de son "dialogue avec les morts", Müller interroge la signification du mythe d'Hamlet aujourd'hui. « Mon drame, s'il avait encore lieu, aurait lieu dans le temps du soulèvement. » La pièce prend alors une dimension politique. Elle évoque la révolution et médite sur son échec. Trois femmes nues apparaissent dans la quatrième partie : Marx, Lénine et Mao qui disent chacun dans leur langue « IL FAUT BOULEVERSER TOUS LES RAPPORTS DANS LESQUELS LES HOMMES... »
Les mythes semblent interchangeables dans Hamlet-machine. L'interprète d'Hamlet dit « J'ETAIS MACBETH » et le personnage d'Ophélie dit à la fin de la pièce « C'est Électre qui parle. » Le personnage de Raskolnikov du Crime et Châtiment de Dostoïevski est également mentionné.

## Mises en scène
- Création par Marc Liebens et l’Ensemble Théâtral Mobile en 1978[2]
- Mise en scène de Jean Jourdheuil en 1979, au théâtre Gérard-Philipe à Saint-Denis
- Nouvelle mise en scène de Marc Liebens en 1984
- Mise en scène de Gilles Maheu en 1987
- Mise en scène de Robert Wilson en 1987
- Mise en scène de Heiner Müller en 1990
- Mise en scène de Josef Szeiler et Aziza Haas en 1992
- Mise en scène de Philippe Vincent en 1995
- Mise en scène de Martial Rauch en 1999-2001, Collectif des Esprits Solubles[3].
- Mise en scène de Brigitte Haentjens en 2001
- Mise en scène de Dominik Barbier en 2002
- Mise en scène de Michel Deutsch en 2003
- Mise en scène de Clyde Chabot en 2001, 2002 et 2004
- Mise en scène de Juliette Mézergues et Mathieu Dufourg en 2005
- Mise en scène de Dimiter Gotscheff en 2007
- Mise en scène de Sylvaine Guyot et Sophie Hutin (Théâtre de l'homme qui marche) en 2009
- Mise en scène de Max Legoubé (Théâtre aux Mains nues) en 2010
- Création sonore de André Éric Létourneau dans une installation de Clyde Chabot en 2011
- Mise en scène de Benjamin Cotelle (Théâtre des Sens) en 2014
- Mise en scène de Martin Mallet (Cour des Trois Coquins) en 2015
- Mise en scène de Simon Delétang (Théâtre du Peuple) en 2018, reprise en 2022
- mise en scène de Aws Ibrahim (Théatre National Tunisien) en 2023 sous le  titre "« GODZILLA-LE PHÉNOMÈNE » DE RETOUR, MÉFIEZ-VOUS !"

## Opéra
Wolfgang Rihm a composé un opéra à partir de la pièce : Die Hamletmaschine (Musiktheater in 5 Teilen), composé entre 1983 et 1986 et créé en 1987 au Nationaltheater de Mannheim, dans une mise en scène de Friedrich Meyer-Oertel et sous la direction de Peter Schneider.

## Études universitaires
Hamlet-machine figurait au programme du concours 2007 de l'École normale supérieure de Fontenay-Saint-Cloud pour l'épreuve de spécialité "études théâtrales".